# 横斑蚁鵙
横斑蚁鵙（学名：Thamnophilus doliatus）是蚁鵙科蚁鵙属的一种。生活于新热带界中，可在墨西哥的塔毛利帕斯州、整个中美洲、特立尼达和多巴哥、南美洲安地斯山脉以东大部分地区，阿根廷北部、玻利维亚和巴拉圭发现。另外，在美国得克萨斯州南部亦有观察报告。横斑蚁鵙的栖息地为干旱和湿润的疏林（包括花园和公园）。横斑蚁鵙分布广泛，是蚁鵙中最为常见的一种。

## 描述

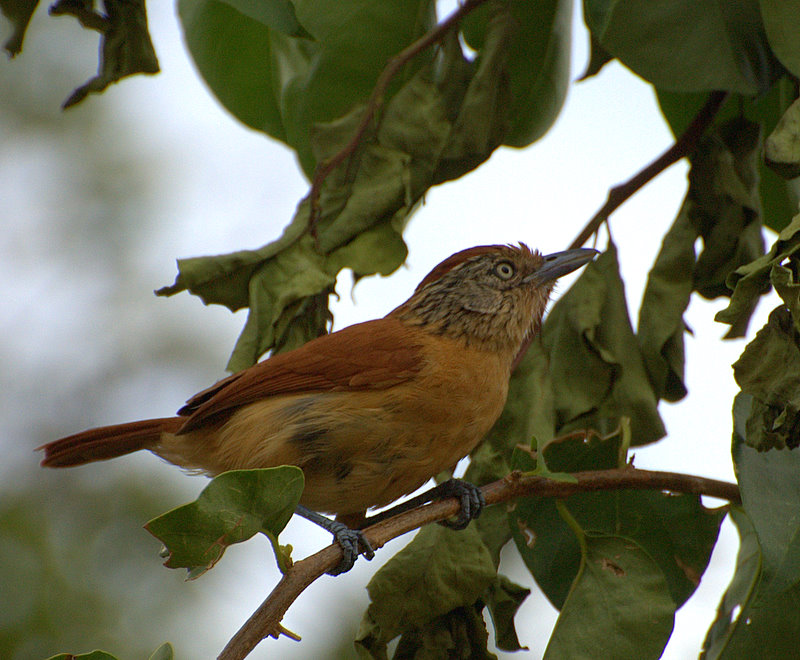
雌性个体

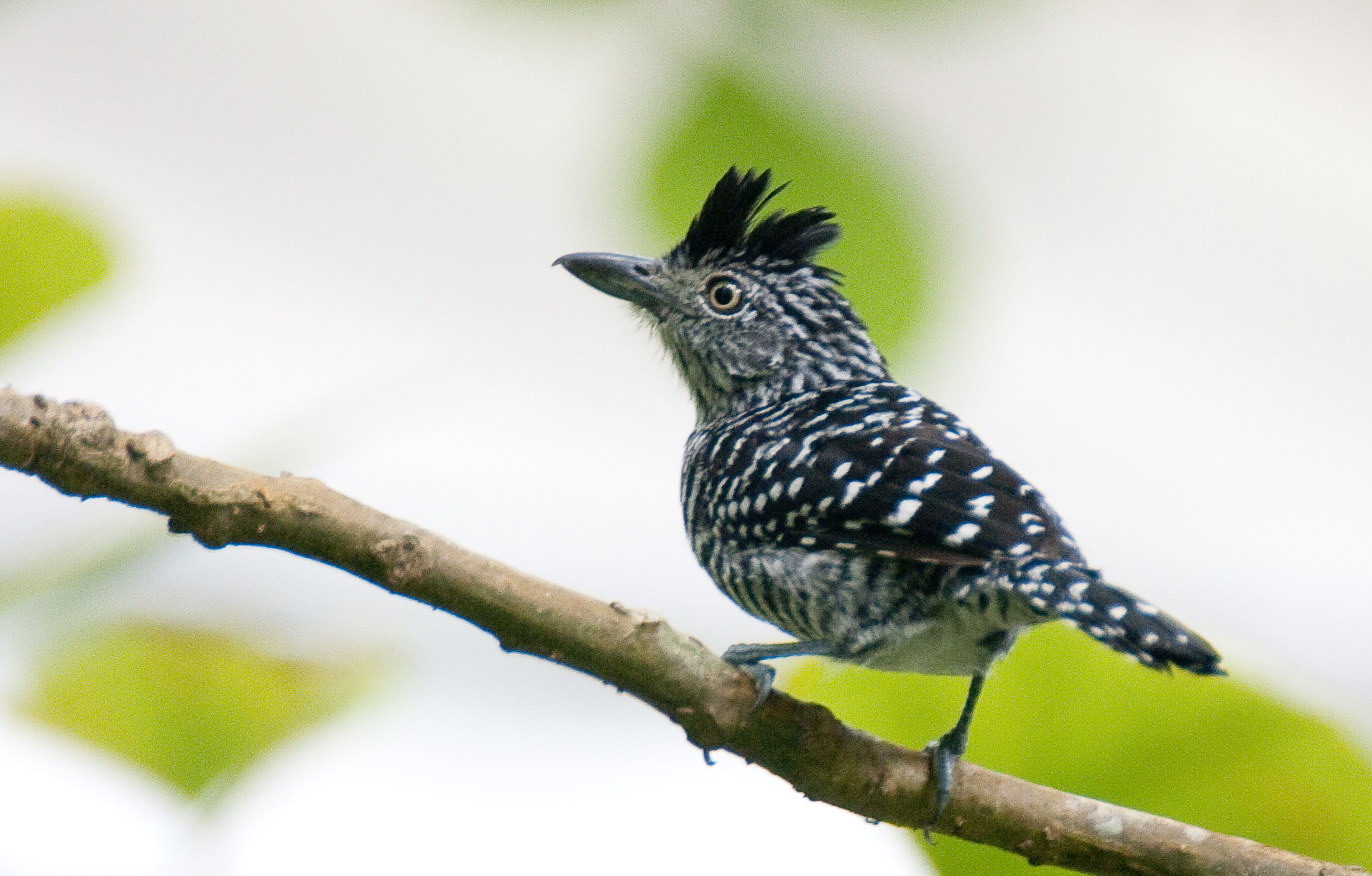
巴拿马的雄性个体

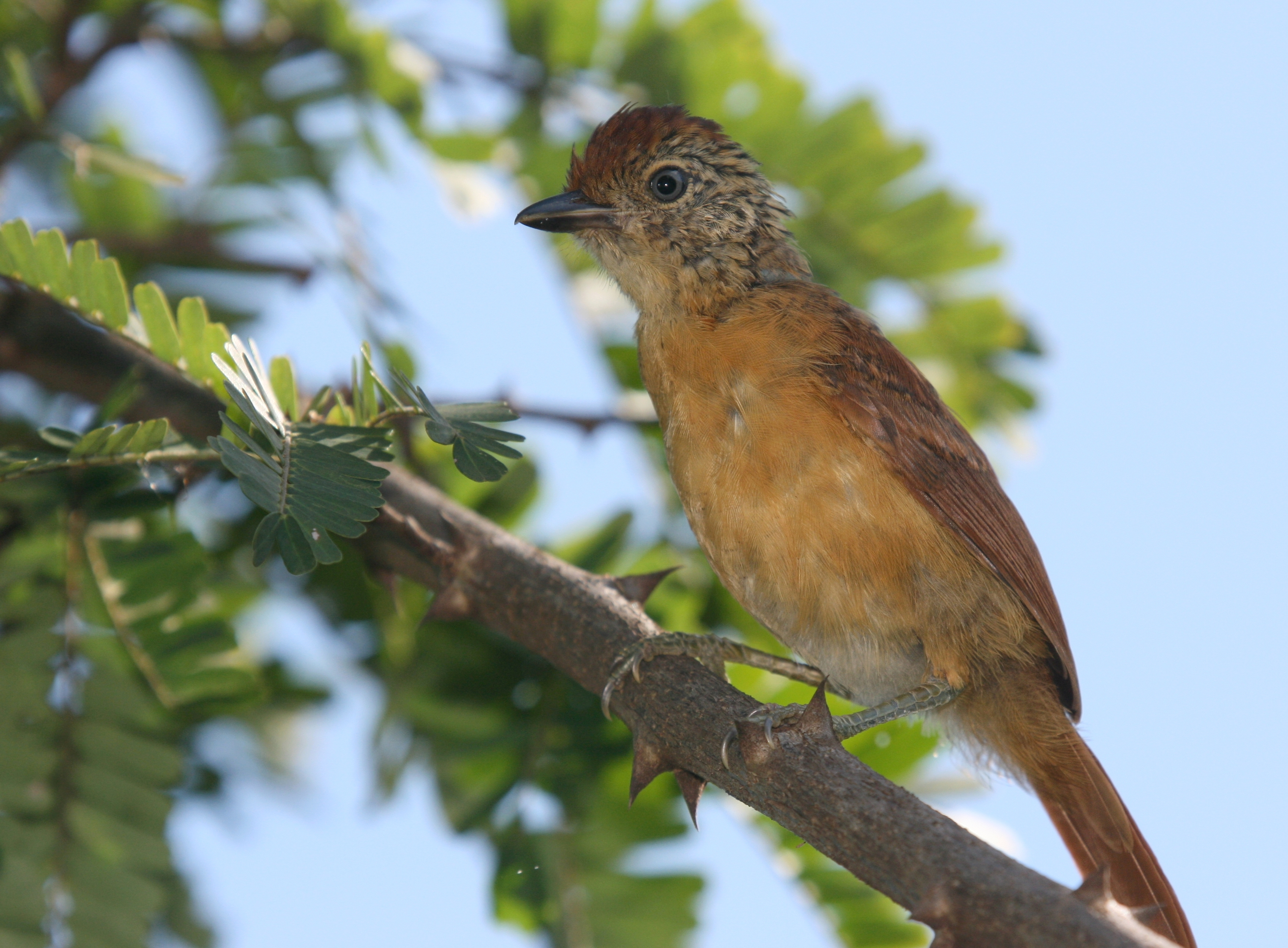
巴西戈亚斯州的未成年雌性个体

典型的横斑蚁鵙身长约16.5厘米，体重25克。雄性个体全身布满黑白交替的斑纹，并有着白底黑羽的羽冠（如图中所示）。雌性个体外表棕色，有着栗色的羽冠，头部两侧和颈部缀有黑色条纹，下半身为较深的米黄色。
亚类的差异主要表现为体色的明暗、条纹的多少和下半身的色调。例如，多巴哥亚种（学名：T. d. tobagensis）的雄性个体要比指名亚种的下身更白，而雌性则要比指名亚种更黑。最为独特的亚种是生活在巴西东北部的卡廷加亚种，其雄性的羽冠为纯黑色（而不是在羽冠基部带有白色条纹），雌性喉部覆盖有条纹，腹部亦见依稀的条纹。此外，该亚种还是唯一有着枣红色（而非黄色）虹膜的亚种。最近有意见认为，该亚种应被考虑为另一独立种群“卡廷加横斑蚁鵙”。